# Bolboceras dorsalis
Bolboceras dorsalis är en skalbaggsart som beskrevs av John Obadiah Westwood 1848. Bolboceras dorsalis ingår i släktet Bolboceras och familjen Bolboceratidae. Inga underarter finns listade.